# Giappone ai X Giochi olimpici invernali
Il Giappone partecipò ai X Giochi olimpici invernali, svoltisi a Grenoble, Francia, dal 6 al 18 febbraio 1968, con una delegazione di 61 atleti impegnati in otto discipline.